# Distamycin
Distamycin ist ein Polyamid-Antibiotikum, das an die kleine Furche einer DNA-Doppelhelix bindet.

## Eigenschaften
Distamycin gehört zur Klasse Pyrrol-Amidin-Antibiotika und ist ein Analogon von Netropsin und den Lexitropsinen. Im Gegensatz zu Netropsin besitzt Distamycin drei N-Methyl-Pyrrol-Einheiten. Distamycin wird aus Streptomyces distallicus isoliert. Es bindet bevorzugt an AT-reiche DNA-Sequenzen und Tetraden aus [TGGGGT]4.
Distamycin hemmt die Transkription und erhöht die Aktivität der Topoisomerase II.
Verschiedene Derivate von Distamycin werden als Alkylanzien zur Behandlung von Tumoren untersucht. Distamycinderivate mit Fluorophoren werden zur Fluoreszenzmarkierung von doppelsträngiger DNA verwendet.
Distamycin ist hygroskopisch, hydrolyse-, frost- und lichtempfindlich. Der Extinktionskoeffizient beträgt 37.000 M−1 cm−1 bei einer Wellenlänge von 303 nm.